# 木俣達彦の燃えよドラゴンズ
『木俣達彦の燃えよドラゴンズ』（きまたたつひこのもえよドラゴンズ）は、1983年4月から同年9月まで中部日本放送で放送された中日ドラゴンズの情報番組。放送時間は毎週日曜 9:00 - 9:30（JST）。

## 概要
『どんぐり音楽会』終了後の日曜9:00枠で放送されたスポーツ情報番組。司会はCBCの野球解説者に就任したばかりの木俣達彦が、アシスタントはCBCのスポーツアナウンサーたちが務めていた。なお当時、裏番組には中京テレビの「週刊ドラドラ生放送」が存在していた。
ドラゴンズは番組放送開始前の1982年にリーグ優勝を飾ったが、いざ番組が始まった1983年にはBクラスという結果に終わった。番組はわずか半年で同タイトルでの放送を終了し、同年10月からは『サンデードラゴンズ』と題して放送されるようになった。
| 中部日本放送 日曜9:00枠            | 中部日本放送 日曜9:00枠      | 中部日本放送 日曜9:00枠                                 |
| 前番組                             | 番組名                       | 次番組                                                  |
| ---------------------------------- | ---------------------------- | ------------------------------------------------------- |
| どんぐり音楽会                     | 木俣達彦の燃えよ!!ドラゴンズ | 兼高かおる世界の旅 （日曜9:30枠から移動、同時ネット化） |
| CBCテレビ 中日ドラゴンズの情報番組 |                              |                                                         |
| （無し）                           | 木俣達彦の燃えよ!!ドラゴンズ | サンデードラゴンズ                                      |